# دانشگاه مک‌کندری
دانشگاه مک کندری (McK) یک دانشگاه خصوصی در لبنان، ایلینوی است. این مدرسه در سال ۱۸۲۸ تأسیس شد و قدیمی‌ترین کالج یا دانشگاه در ایلینویز است. مک کندری تقریباً ۲۳۰۰ دانشجوی کارشناسی و نزدیک به ۷۰۰ دانشجوی کارشناسی ارشد از ۲۵ کشور و ۲۹ ایالت را ثبت نام می‌کند. در مقطع کارشناسی به‌طور متوسط ۵۱ درصد زن و ۴۹ درصد مرد هستند. این مؤسسه همچنان به کلیسای متحد متدیست وابسته است. این مدرسه در سال تحصیلی ۰۸–۲۰۰۷ به دانشگاه مک کندری تغییر نام داد.

## خوابگاه
خوابگاه دانشجویی در امتداد مناطق شمال مرکزی و شمال شرقی پردیس ساخته شده‌است. مک کندری سه نوع خوابگاه برای دانشجویان خود ارائه می‌دهد: خوابگاه سنتی، سوئیت و آپارتمان.